# Simonini
Simonini (Enzo Simonini, Torre Maina, later Div. Della Fornetti Impianti s.p.a. en I.M.E.A.- Simonini Moto, Maranello (Modena) ) is een historisch motorfietsmerk.
Het is een Italiaans merk dat in 1970 begon met de productie van lichte tweetakten, voornamelijk cross- en enduro-modellen. De motorblokken van 98- tot 245 cc kwamen van Sachs, hoewel er ook bromfietsen met IMEA-viertaktblok werden gebouwd. Toch moet Simonini ook zelf motorblokken hebben geproduceerd, die zelfs aan andere merken werden geleverd.